# 劇団ビタミン大使ABC
劇団ビタミン大使ABC（げきだんビタミンたいしエービーシー）は、日本の劇団。

## 概要
1988年4月、日本大学経済学部の元演劇サークルメンバーにより旗揚げ。
テンポの良い展開と、ツボをおさえた笑いどころが魅力。主宰は放送作家の宮川賢。
座長の宮川賢は、TBSラジオなどでラジオパーソナリティとしても活躍、その関係でTBSラジオではしばしば公演のCMが流れている。
役者の実力は技術より魅力、その人にしかできない役だけを舞台に乗せたいというのが座長の方針。

## 公演履歴
- 青い空が見たくなった(1988年)
- 流星号、応答せよ!(1988年)
- PARANOIA(1988年、パモス青芸館)
- リビドー(1989年3月、パモス青芸館)
- 参詣白書(1989年、下北沢ザ・スズナリ)
- オレンヂ(1989年)
- サンダル野郎(1990年3月、スタジオ200)
- コーチャー(1990年、シアターモリエール)
- エッタ・プレースの乾いた唇(1990年8月、シアターサンモール)
- ひよこ(1990年)
- じじじい(1991年、下北沢ザ・スズナリ)
- 渕名妙子(1991年)
- 似非ビオメハニカ(1991年8月、下北沢駅前劇場)
- ホライズン（1992年11月）
- 青春歌論（1993年1月、シアターモリエール）
- ラモベレール村の陽は遠く（1993年）
- 高山課長の忙しい夜（1993年9月、シアターサンモール）
- 夏屋服部商店のやり方（1994年5月、シアターモリエール）
- ほ通り六番の柱がないので（1994年9月、シアターサンモール）
- 東京タワーには行きたがらない（1995年5月、東京芸術劇場）
- ブラザー・リコの盗聴大作戦（1995年9月、シアターサンモール）
- 澤田主任の気合の入った贈り物（1996年5月、下北沢駅前劇場）
- シバケン巡査がいた夏祭り（1996年9月、シアターサンモール）
- 黒蠍四兄妹の西海フローチャート（1997年5月、シアターモリエール）
- ニュー銀山閣に泊まるのだけは（1997年9月、シアターサンモール）
- 誘蛾灯（1998年5月、青山円形劇場）
- 鬼（1998年9月、シアターサンモール）
- ブラザー・リコのjipangu大逆転（1999年5月、東京芸術劇場）
- 波乗りケナイの遠慮（1999年9月、シアターサンモール）
- 大家族（2000年5月、本多劇場）
- 求愛日和（2000年9月、シアターサンモール）
- ホームライク・ホームレスネス（2001年8月、紀伊國屋ホール）
- 僕のクラス～教育ビジネスの現場から～（2001年11月、シアターサンモール）
- 黒くなる（2002年7月、紀伊國屋ホール）
- 眠る夢、見る夜（2002年11月、シアターサンモール）
- ザ・ストーカーズ（2003年5月、東京芸術劇場）
- PhII顆粒（2003年9月、紀伊國屋ホール）
- 世襲ブギ☆（2004年7月、シアターサンモール）
- 黒くなる（再演）（2004年11月、紀伊國屋ホール）
- ラモベレール村の陽は遠く（再演）（2005年5月、ザ・ポケット）
- ほ通り六番の柱がないので（再演）（2005年10月、紀伊國屋ホール）
- 夏屋服部商店のやり方（再演）（2006年4月、シアターグリーン）
- 君のビート（2006年10月、シアターサンモール）
- 誘蛾灯（再演）（2007年7月、SPACE 107）
- Cube:0（2007年11月、シアターサンモール）
- とりあえず、段ボールハウス。（2008年4月、赤坂RED/THEATER）
- 仙丹とエリクサー（2008年9月、シアターサンモール）
- 東京タワーには行きたがらない（2009年3月、萬劇場）
- インスンデル（2009年11月、シアターサンモール）
- ブラザー・リコのjipangu大逆転（2010年5月、アトリエフォンテーヌ）
- 眠る夢、見る夜（2010年11月、シアターサンモール）
- いるだけ。（2011年5月、SPACE107）
- 入力1のパヴァーヌ（2011年9月、ザ・ポケット）
- PhII顆粒（再演）（2012年5月、SPACE107）
- ヒポクリティカル・アイランド（2012年11月、シアターサンモール）
- 煙突守とルール（2013年5月、SPACE107）
- Hと非H（2013年11月、シアターサンモール）
- Wobble_Boy（2014年12月、大塚レ・サマースタジオ）

## 劇団員
- 石鳥孝明
- 大津ワイン
- 蔵光美穂
- セキュリティ木村
- 福田加奈子
- 宮川賢
- 山梨谷梨

## かつて所属していた劇団員
- いど
- 岩井長太郎
- 碓井由美
- 大山貴華
- 岡本玲子
- 柿原裕人
- 北村みつば
- 九里みほ
- 哮崎雄
- 坂崎すずえ
- 笹沢裕子
- ししほんじ（星真二）
- 菅ジュース
- 後藤優一
- 鈴木暁子
- 須山裕
- 関根広美
- つんつん
- 得田舞美
- 中島一磨
- ノエミ
- 野中真治
- 野村沙月
- 野村ノルナ
- 芳賀ふく子
- 橋本我矛威
- ビーグル大塚
- 平田浩二
- プカポン山田
- 福嶋元子
- 古田新太
- 堀江慶次郎
- 馬島徹也
- まど
- 三津谷翔太
- 村田未来
- 山崎カカト
- 大和克巳